# 1901 en Hongrie
Cet article présente les faits marquants de l’année 1901 en Hongrie.

## Décès
- 7 avril : Ladislav Pejačević, homme politique et noble austro-hongrois et croate (° 5 avril 1824).